# Чезена
Чезена је град у Италији у регији Емилија-Ромања. Налази се јужно од Равене, западно од Риминија у подножју Апенина око 15 km од Јадранскога мора. Има 93.857 становника (2000).

## Историја
Била је оригинално град Умбра или Етрураца. После краткога периода под Галима долази под власт Римљана у 3. веку п. н. е. Била је гарнизон стратешкога значаја, па је разорена у ратовима између Гаја Марија и Корнелије Суле. Плиније пише да су вина из Чезене међу најбољима. Чезена је била на граници између Лангобарда и Равенскога егзархата. Франци су је освојили 754. и предали су је папи. После тога час је била под папом, час под надбискупом од Равене. Кратко време је била република од 1183—1198.
Дуго је била предмет спора папа и Светих римских царева. Као царски феуд су га држале Малатесте. Кратак период власти под Орделафијем прекинула је 1357. папска војска. Мала комуна се побунила против папске власти 1377, али у име папе Чезену је заузела бретонска војска под командом кардинала Ђенове Роберта (који је био каснији антипапа Клемент VII). Кардинал Ђенове је дејствовао као папски легат. Кардинал је наредио да се тада зверски побију хиљаде цивила. Био је то злочин, који је тада назван Чезенска крвава купка, а кардинал је прозван Чезенски месар. Следеће године папа Урбан VI је град предао Галеоту I Малатести. 
Од 1379. до 1465. град је обновљен и напредовао је под Малатестама. Изграђен је замак зван Рока Малатестијана. Малатестијана Библиотека је била саграђена близу замка и сматра се лепим примером ренесансне библиотеке и садржи многе вредне рукописе. После смрти Новела Малатесте 1465. Чезена се вратила под контролу папа, али затим је 1500. поново дошла под власт локалнога моћника Чезара Борџију. Чезена је постала главни град моћнога и краткоживућега војводства.
После тога Чезена је постала другоразредан град Папске државе. У 18. и 19. веку у Чезени су се родила двојица папа Пије VI и Пије VII, а кад је папа Пије VIII постао бискуп Чезене, прозвана је градом три папе. За време Наполеонских ратова остала је без бројних манастира и цркви. Неки грађани Чезене имали су истакнуту улогу у уједињењу Италије. За време Другога светскога рата Чезена је била близу Готске линије, која је пролазила близу града. Град је тада претрпио велика бомбардовања.

## Географија
| Клима (Чезена)           | Клима (Чезена) | Клима (Чезена) | Клима (Чезена) | Клима (Чезена) | Клима (Чезена) | Клима (Чезена) | Клима (Чезена) | Клима (Чезена) | Клима (Чезена) | Клима (Чезена) | Клима (Чезена) | Клима (Чезена) | Клима (Чезена) |
| Показатељ \ Месец        | .Јан.          | .Феб.          | .Мар.          | .Апр.          | .Мај.          | .Јун.          | .Јул.          | .Авг.          | .Сеп.          | .Окт.          | .Нов.          | .Дец.          | .Год.          |
| ------------------------ | -------------- | -------------- | -------------- | -------------- | -------------- | -------------- | -------------- | -------------- | -------------- | -------------- | -------------- | -------------- | -------------- |
| Средњи максимум, °C (°F) | 6 (43)         | 9 (48)         | 13 (55)        | 18 (64)        | 23 (73)        | 27 (81)        | 30 (86)        | 30 (86)        | 26 (79)        | 20 (68)        | 13 (55)        | 8 (46)         | 30 (86)        |
| Средњи минимум, °C (°F)  | 0 (32)         | 1 (34)         | 4 (39)         | 8 (46)         | 12 (54)        | 16 (61)        | 18 (64)        | 18 (64)        | 15 (59)        | 11 (52)        | 6 (43)         | 2 (36)         | 0 (32)         |
| [ тражи се извор ]       |                |                |                |                |                |                |                |                |                |                |                |                |                |

## Становништво
Према резултатима пописа становништва 2011. у општини је живело 95.990 становника.
| 1931.  | 1936.  | 1951.  | 1961.  | 1971.  | 1981.  | 1991.  | 2001.  | 2011.  |
| ------ | ------ | ------ | ------ | ------ | ------ | ------ | ------ | ------ |
| 60.791 | 61.167 | 70.390 | 79.704 | 86.584 | 89.455 | 88.487 | 90.948 | 95.990 |

## Рођени у Чезени
- Михајло из Чезене (1270—1342) фрањевац и заступник црквенога сиромаштва, због чега је наљутио папу
- папе Пије VI и Пије VII

## Главне знаменитости
Главни споменици су:
- Рока Малестијана (замак), кога је саградио кардинал Алборноз 1380. преко постојећог здања у којем је пре боравио Фридрих Барбароса и његов нећак Фридрих II. Завршен је 1480, а користио га је Чезаре Борџија као затвор за Катарину Сфорца. Има октогонални облик са два главна торња, већим и мањим.
- Библиотека Малатестијана је прва јавна библиотека у Италији
- Готска катедрала, која је завршена око 1500.
- Капетанска палата

## Партнерски градови
- Вјен